# Нови Бор
Нови Бор (чеськ. Nový Bor), в минулому — Гайда (нім. Haida) — місто на півночі Чехії, в Ліберецькому краї.
Населення міста — 12 343 особи (2006).

## Історична довідка
Місто розташоване між Лужицькими горами (чеськ. Lužické hory) і Чеським середньогір'ям (чеськ. České středohoří). Площа міста 19,45 км², висота — 365 м над рівнем моря. 
Вперше згадується в документах в 1471 як село Арнсдорф (Арнультовіце). 
В XVII і XVIII століттях населення села зростало, і з 1757 воно отримало статус міста, а також нову назву — Гайда. В 1783 році інженер Емануель Кляйнвехтер створив план облаштування міста і посадки зелених насаджень. З кінця XVIII століття Нови Бор відомий як центр виробництва скляних виробів.

## Клімат
Нови Бор розташований в гірському регіоні, де присутній свій мікроклімат. Середньорічні температури становлять від 5 до 7 °C, опадів випадає від 800 до 1000 мм. Зими доволі сніжні (особливо в північній, гірській частині міста), що створює хороші умови для занять зимовими видами спорту. Територія навколо міста вкрита лісами.
У місті створені умови для занять велосипедним, лижним видами спорту і легкою атлетикою. Найвищою точкою міста є гора Клич висотою 759 метрів, звідки можна побачити велику частину Північної Богемії, а також частину Німеччини і Польщі. На сході є гори Карконоші, з яких відкривається вид на Прагу.

## Пам'ятки
Визначними пам'ятками міста є регіональний Музей скла, костел у стилі бароко (1792) та інші історичні будівлі. 
Сотні невеликих фабрик скла в околицях міста пропонують туристам можливість побачити процес виготовлення різноманітних скляних виробів.

## Населення
| Рік  | Чисельність | Чисельність |
| ---- | ----------- | ----------- |
| 1869 | 6300        | [ 7 ]       |
| 1880 | 7786        | [ 7 ]       |
| 1890 | 8006        | [ 7 ]       |
| 1900 | 8635        | [ 7 ]       |
| 1910 | 9537        | [ 7 ]       |
| 1921 | 8862        | [ 7 ]       |
| 1930 | 9851        | [ 7 ]       |

| Рік  | Чисельність | Чисельність |
| ---- | ----------- | ----------- |
| 1950 | 7229        | [ 7 ]       |
| 1961 | 7868        | [ 7 ]       |
| 1970 | 8669        | [ 7 ]       |
| 1980 | 10 828      | [ 7 ]       |
| 1991 | 12 166      | [ 7 ]       |
| 2001 | 12 342      | [ 7 ]       |
| 2014 | 11 962      | [ 8 ]       |

| Рік  | Чисельність | Чисельність |
| ---- | ----------- | ----------- |
| 2016 | 11 844      | [ 9 ]       |
| 2017 | 11 826      | [ 10 ]      |
| 2018 | 11 699      | [ 11 ]      |
| 2019 | 11 678      | [ 12 ]      |
| 2020 | 11 616      | [ 13 ]      |
| 2021 | 11 582      | [ 14 ]      |
| 2021 | 11 433      | [ 15 ]      |

| Рік  | Чисельність | Чисельність |
| ---- | ----------- | ----------- |
| 2022 | 11 458      | [ 16 ]      |
| 2023 | 11 485      | [ 17 ]      |
| 2024 | 11 412      | [ 18 ]      |
| 2025 | 11 318      | [ 4 ]       |

| Рік  | Чисельність | Чисельність |
| ---- | ----------- | ----------- |
| 1869 | 6300        | [ 7 ]       |
| 1880 | 7786        | [ 7 ]       |
| 1890 | 8006        | [ 7 ]       |
| 1900 | 8635        | [ 7 ]       |
| 1910 | 9537        | [ 7 ]       |
| 1921 | 8862        | [ 7 ]       |
| 1930 | 9851        | [ 7 ]       |

| Рік  | Чисельність | Чисельність |
| ---- | ----------- | ----------- |
| 1950 | 7229        | [ 7 ]       |
| 1961 | 7868        | [ 7 ]       |
| 1970 | 8669        | [ 7 ]       |
| 1980 | 10 828      | [ 7 ]       |
| 1991 | 12 166      | [ 7 ]       |
| 2001 | 12 342      | [ 7 ]       |
| 2014 | 11 962      | [ 8 ]       |

| Рік  | Чисельність | Чисельність |
| ---- | ----------- | ----------- |
| 2016 | 11 844      | [ 9 ]       |
| 2017 | 11 826      | [ 10 ]      |
| 2018 | 11 699      | [ 11 ]      |
| 2019 | 11 678      | [ 12 ]      |
| 2020 | 11 616      | [ 13 ]      |
| 2021 | 11 582      | [ 14 ]      |
| 2021 | 11 433      | [ 15 ]      |

| Рік  | Чисельність | Чисельність |
| ---- | ----------- | ----------- |
| 2022 | 11 458      | [ 16 ]      |
| 2023 | 11 485      | [ 17 ]      |
| 2024 | 11 412      | [ 18 ]      |
| 2025 | 11 318      | [ 4 ]       |

|  |

## Галерея

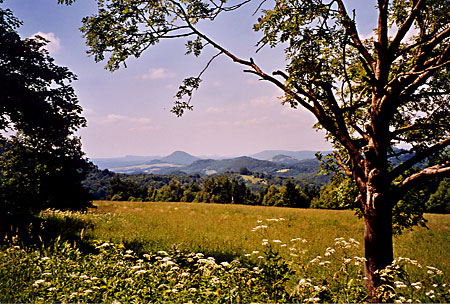
Околиці Нови Бора
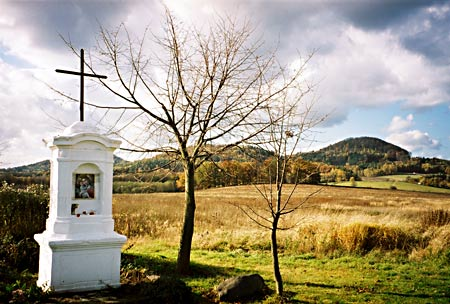
Околиці Нови Бора
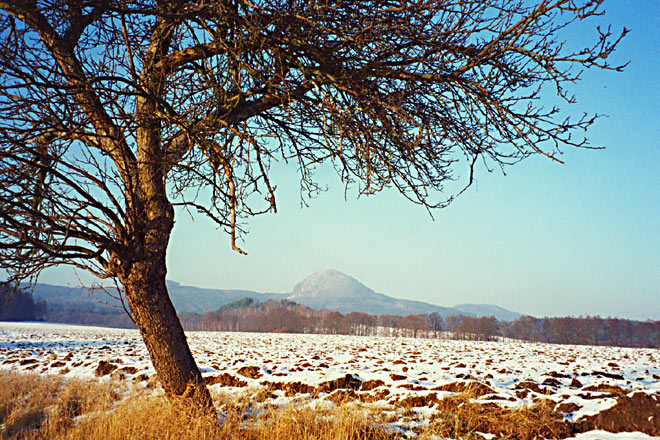
Гора Клич
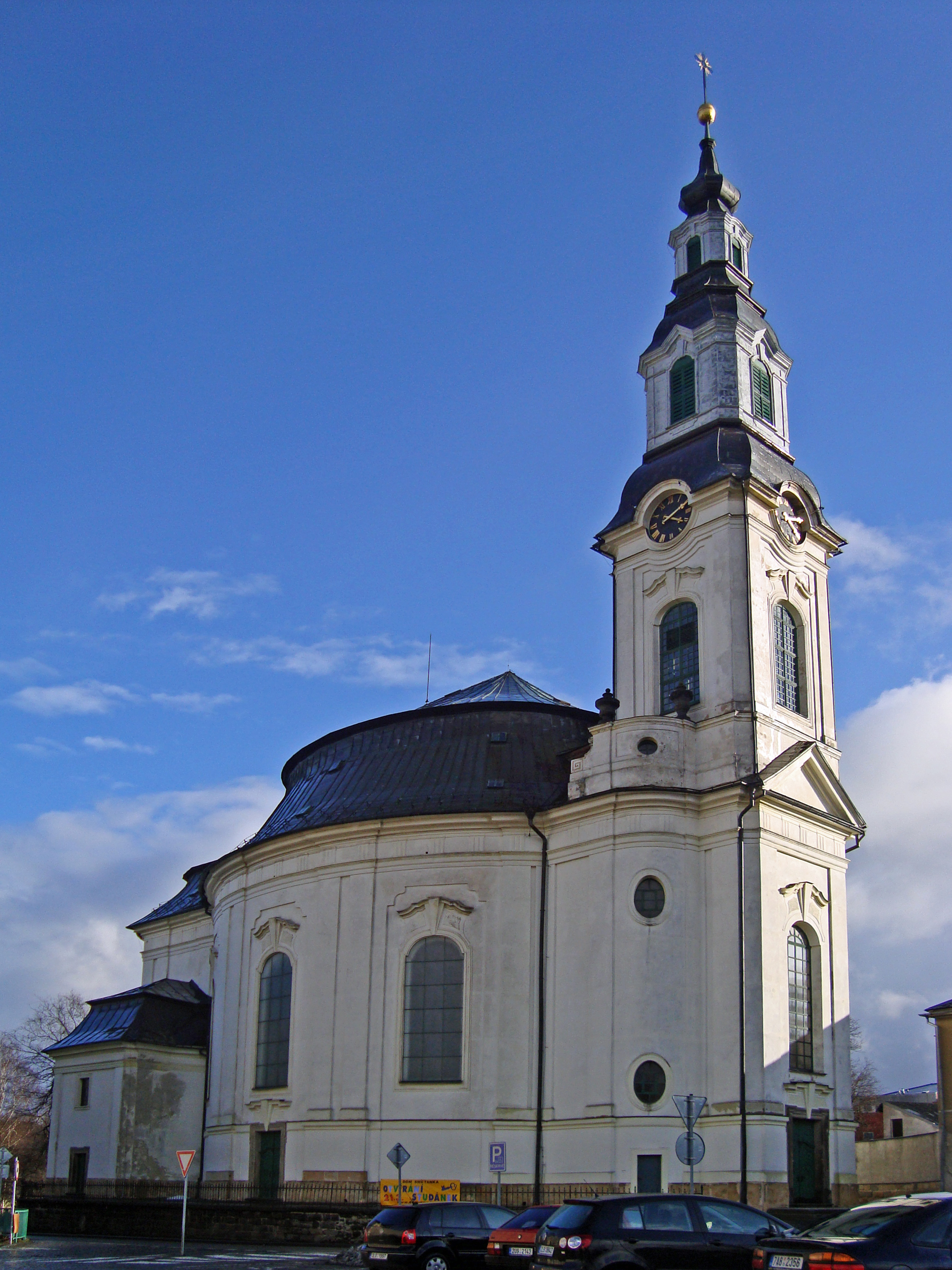
Костел Внебовзяття Діви Марії

## Міста-побратими
Аніш (Нор), Франція

 Ойбін, Німеччина

 Бржецлав, Чехія